# Escut de Gaià
L'escut oficial de Gaià té el següent blasonament:
Escut caironat: d'atzur, un muntant d'argent sobremuntat d'una flor de lis d'argent; el peu d'or, 4 pals de gules. Per timbre una corona mural de poble.
Va ser aprovat el 29 de maig de 1997 i publicat al DOGC el 18 de juny del mateix any amb el número 2415. El muntant i la flor de lis són un dels atributs de la Verge Maria, patrona del poble, i els quatre pals recorden la jurisdicció comtal-reial sobre la localitat.

## Bandera

Bandera oficial de Gaià

La bandera oficial de Gaià té el següent blasonament:
Bandera apaïsada de proporcions dos d'alt per tres de llarg, bicolor en barra blava clara i groga amb la flor de lisi el muntant blancs de l'escut, tot el conjunt d'altura una meitat de la del drap, a 1/8 de la vora superior i a 1/12 de l'asta; la part inferior amb quatre barres vermelles. Va ser publicat en el DOGC el 6 d'abril de 1999.